# كريس راب
كريس راب (بالإنجليزية: Chris Raab)‏ هو ممثل أمريكي، ولد في 21 مايو 1980 في الولايات المتحدة.

## أعمال

### أفلام
- (2002)  الفيلم[2]
- (2010) جاك آس ثلاثي الأبعاد[3][4][5]

## وصلات خارجية
- كريس راب على موقع IMDb (الإنجليزية)
- كريس راب على موقع ألو سيني (الفرنسية)
- كريس راب على موقع إن إن دي بي (الإنجليزية)
- كريس راب على موقع قاعدة بيانات الفيلم (الإنجليزية)
- كريس راب على موقع كينوبويسك (الروسية)